# Park Krajobrazowy Mierzeja Wiślana
Park Krajobrazowy Mierzeja Wiślana, česky je možné neoficiálně přeložit jako Krajinný park Viselská kosa, je krajinný park na území Viselské kosy v okrese Nowy Dwór Gdański (gmina Sztutowo, Krynica Morska) v severním Polsku. Geograficky se také nachází mezi Viselským zálivem a Gdaňským zálivem Baltského moře a také mezi polsko-ruskou státní hranicí a vesnicí Sztutowo v Pomořském vojvodství. Leží také v geomorfologickém celku Mierzeja Wiślana, který je součástí makroregionu Pobrzeże Gdańskie.

## Historie a popis
Park Krajobrazowy Mierzeja Wiślana zabírá štíhlý pás šířky cca 500 m plošného území 44,1 km2. Byl založen 26. dubna 1985. Nacházejí se zde četné písečné duny, z nichž nejvyšší je Wielbłądzi Garb (Velbloudí hrb), který dosahuje výšky 49,5 m n. m. Po dřívějším (nekontrolovaném) vykácení listnatých lesů převládly v lesních porostech jehličnaté lesy s převahou borovic. Park je zařazen do soustavy Natura 2000 a do soustavy chráněných mořských území HELCOM Marine Protected Areas v Baltském moři jako nr 85 Zalew Wislany i Mierzeja Wislana.

### Chráněná území v krajinném parku
- Rezerwat przyrody Buki Mierzei Wiślanej
- Rezerwat przyrody Kąty Rybackie
- Użytek ekologiczny Krynicki Starodrzew
- Bezleśna wydma szara

### Sídla na území krajinného parku
Jediným městem na území krajinného parku je Krynica Morska a největšími vesnice mi jsou Kąty Rybackie, Piaski a Przebrno.

## Galerie

Logo
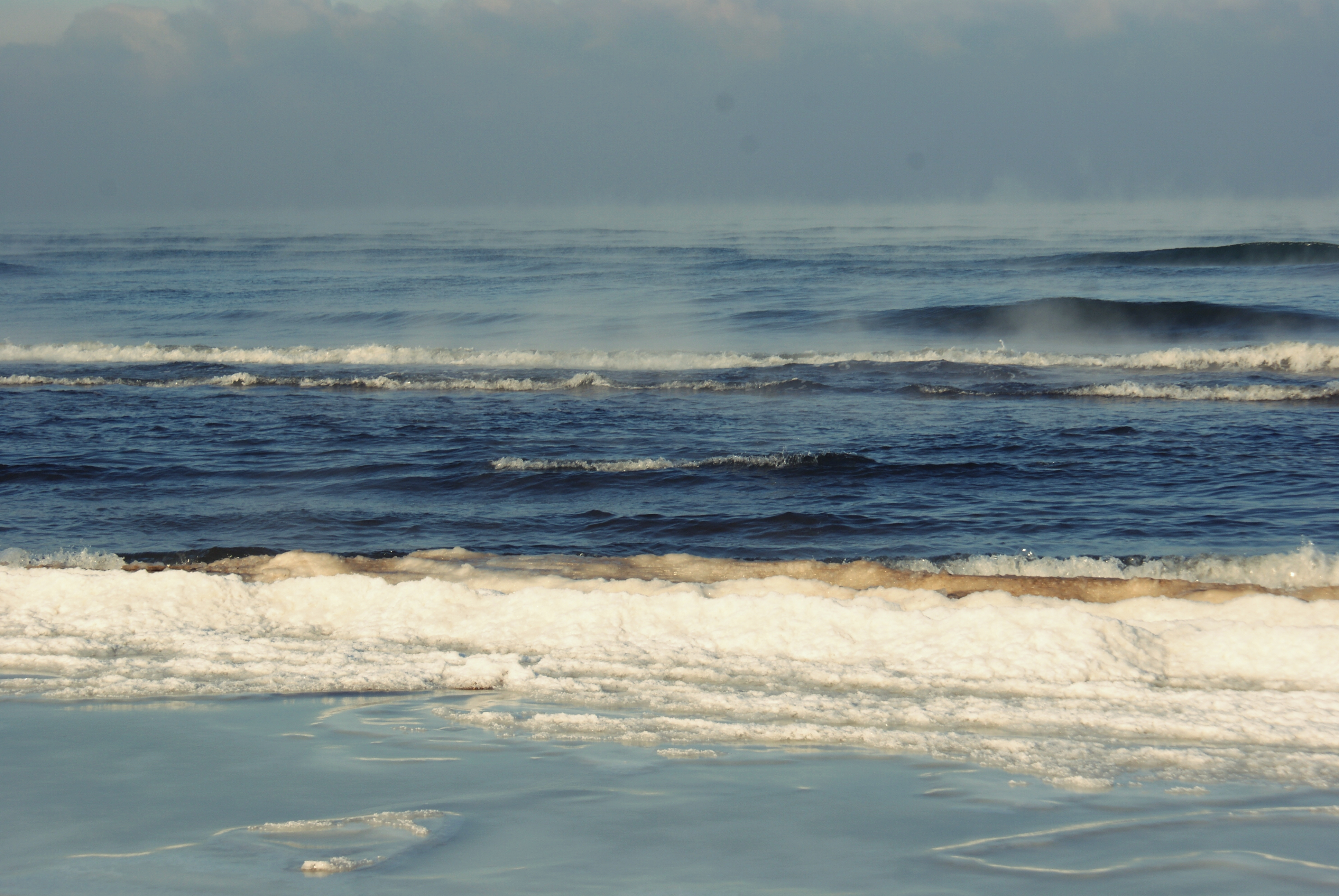
Pobřeží ve dne
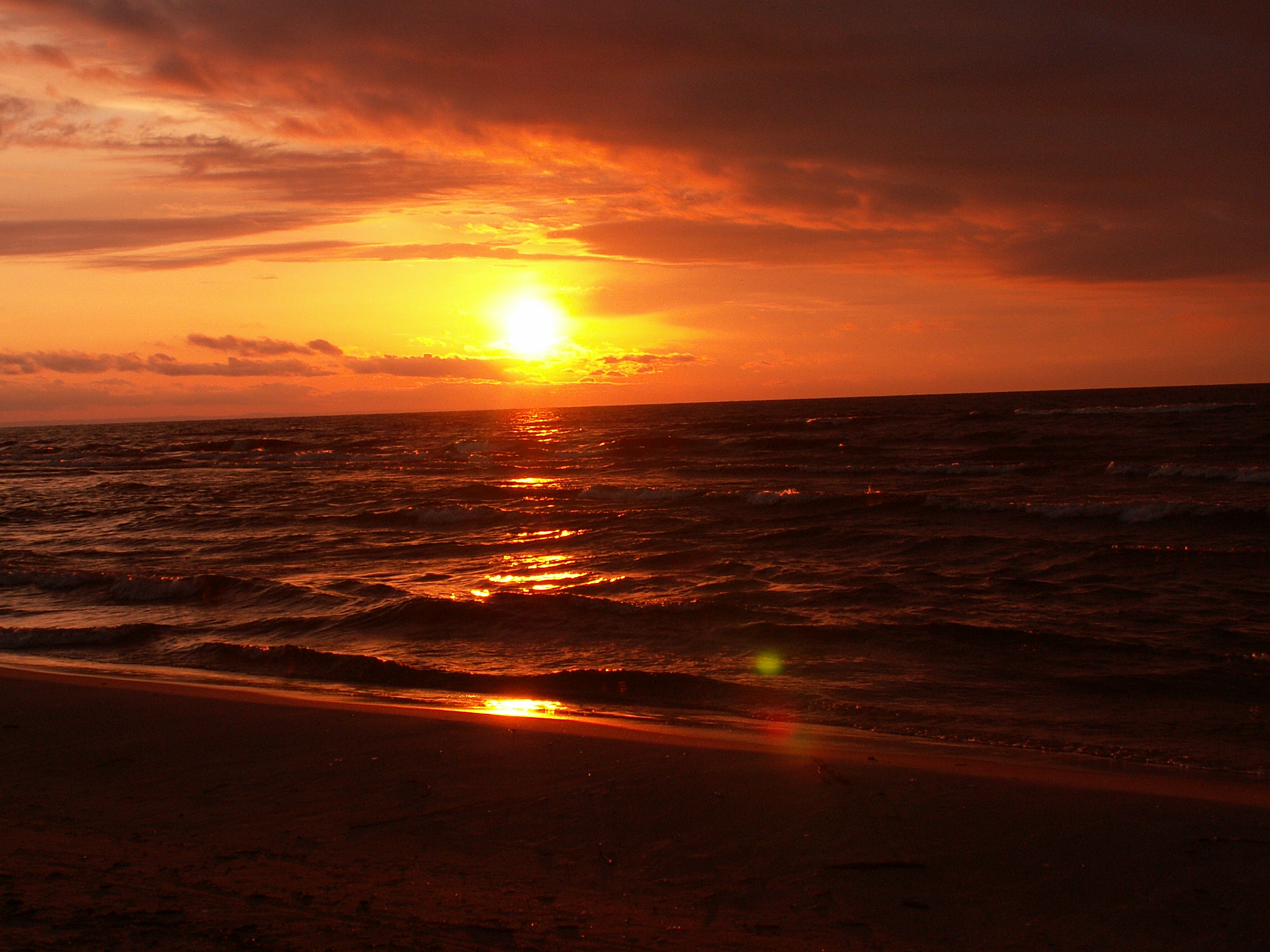
Pobřeží při západu slunce
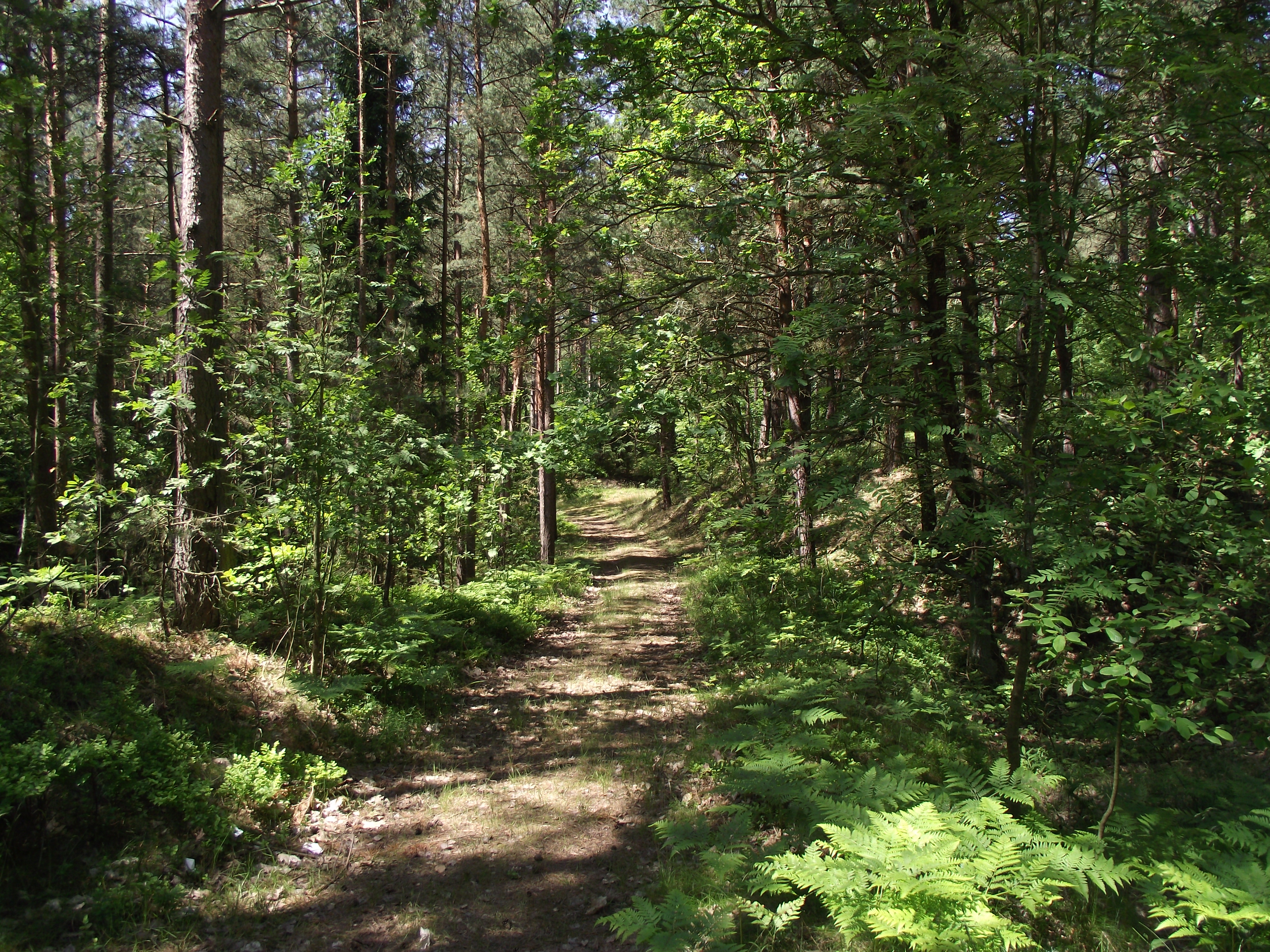
Les, Kąty Rybackie
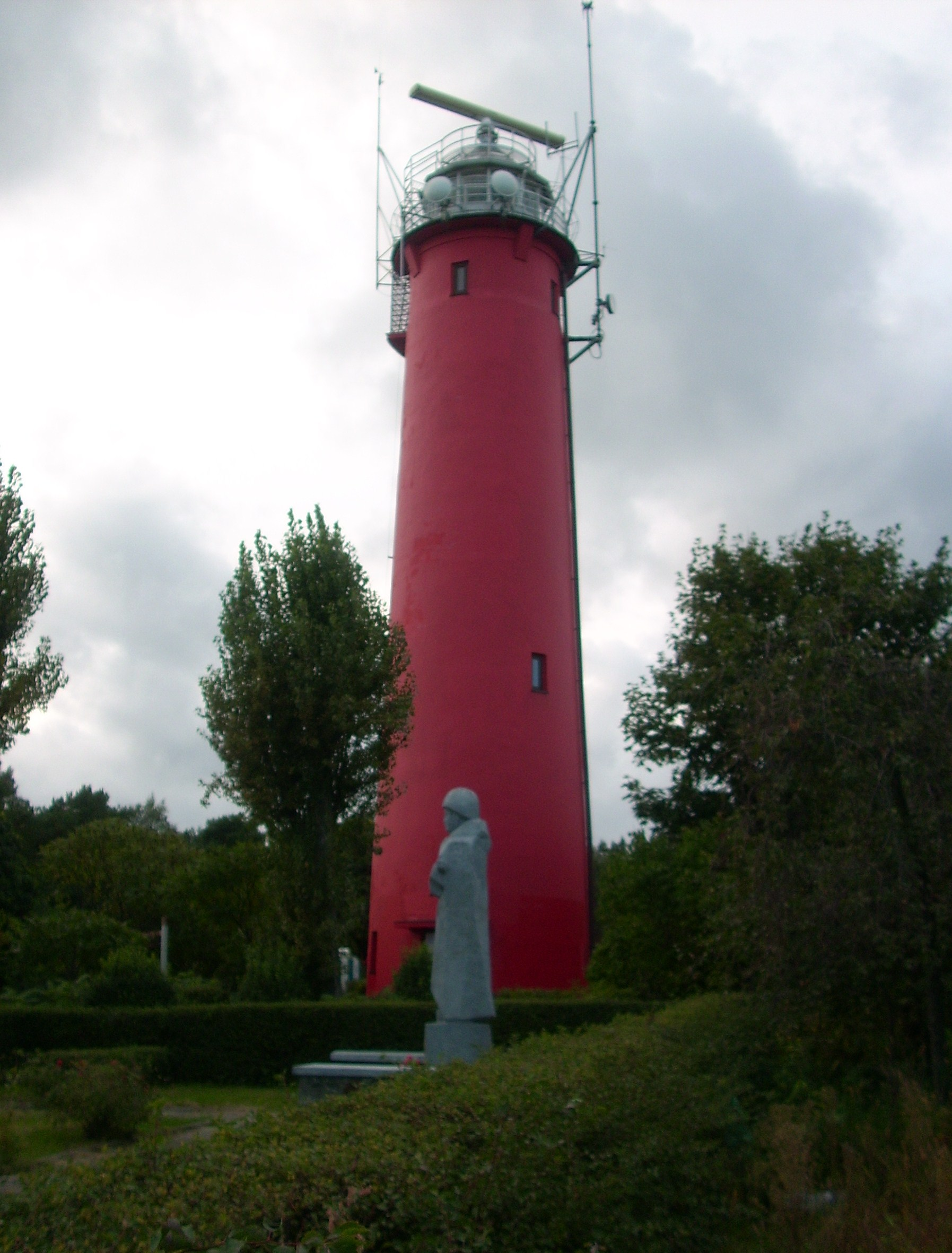
Maják, Krynica Morska
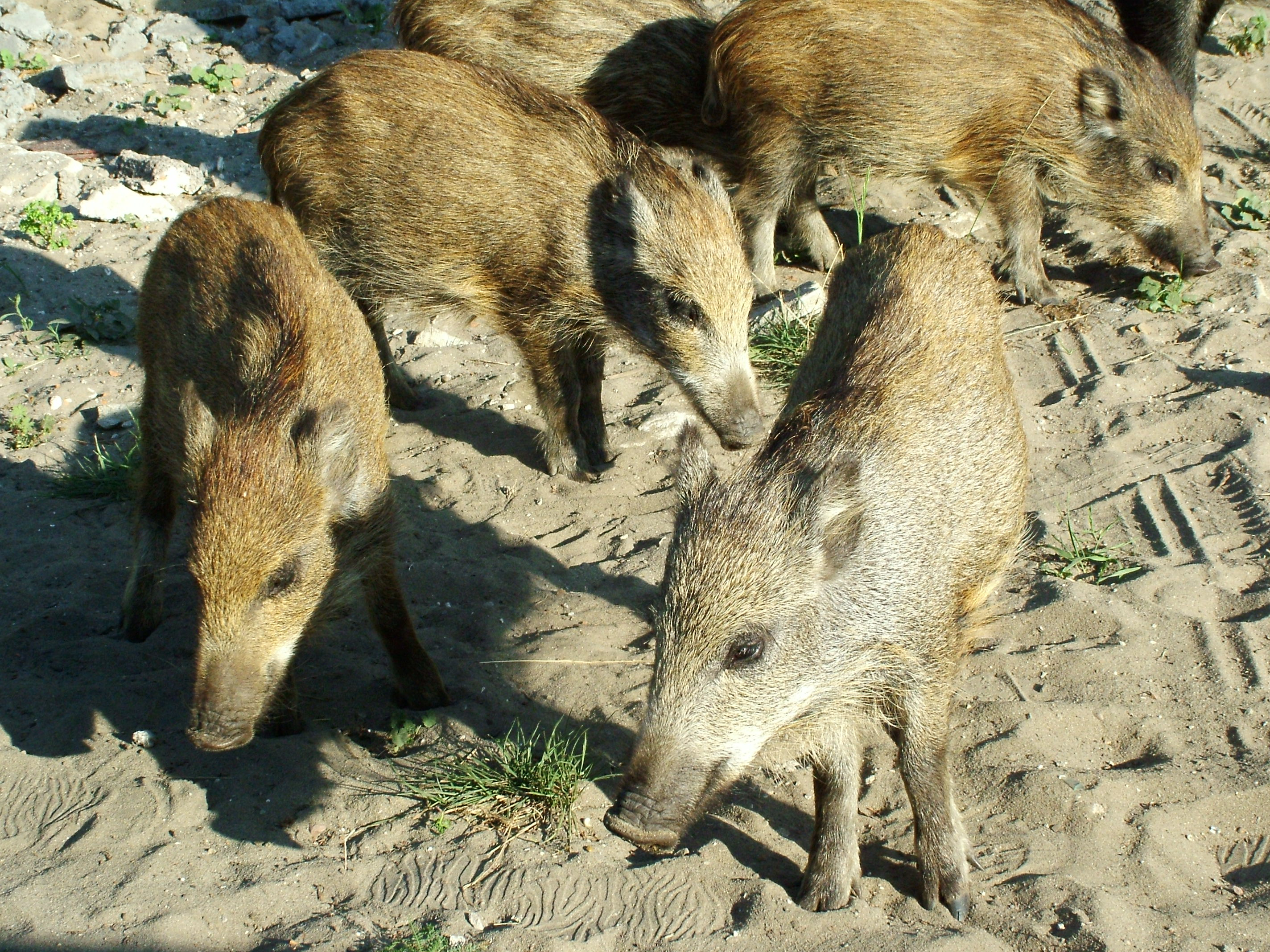
Piaski
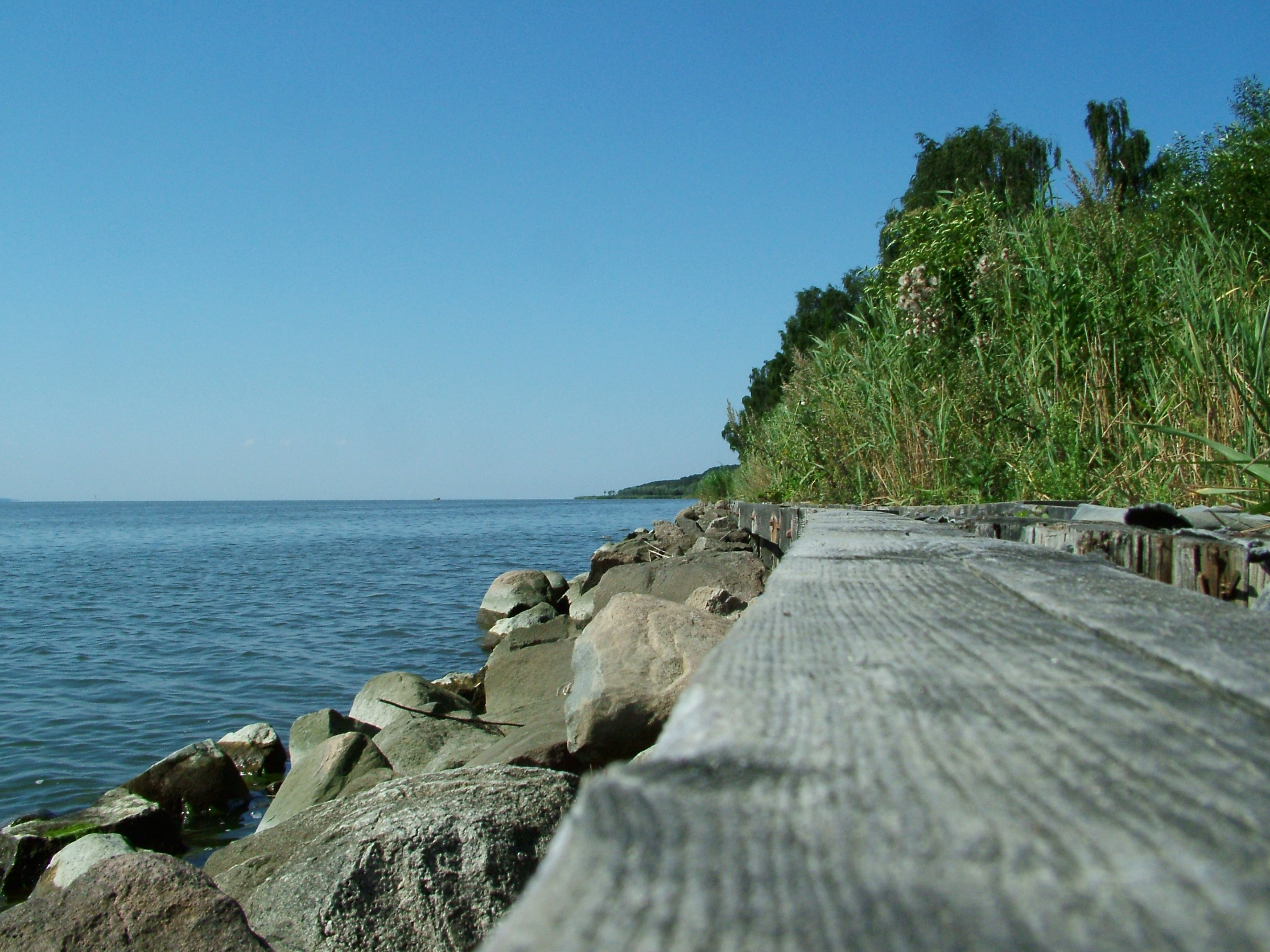